# Rue de l'Horloge (Évreux)
Pour les articles homonymes, voir rue de l'Horloge.

Rue de l'Horloge à Évreux, photographie noir et blanc 1908.

La rue de l'Horloge est une voie de la commune française d’Évreux, dans le département de l’Eure, en Normandie.

## Situation et accès
Située entre la place Charles-de-Gaulle et la rue Charles-Corbeau, elle s’étend de la cathédrale Notre-Dame d'Évreux à la tour de l'horloge. Elle constituait à l'époque romaine une artère importante du castrum romaine, dont il reste de nombreux vestige de cette période-ci.

## Origine du nom
Elle titre son nom de la tour de l'horloge située à proximité.

## Bâtiments remarquables et lieux de mémoire
- Célèbre pour avoir abrité la maison de l'archiviste et chercheur médiéviste Marcel Baudot[2].
- N1 - Tour de l'horloge
- N 7- Maison des arts constituent l'ancien musée d’Évreux et maison de Marcel Baudot haut lieu de la résistance dans l'Eure, devenu depuis 1958 l’école d'art plastique et de beaux-arts de la ville d’Évreux[3]
- N 11- Depuis 1946, il s'agit du siège de la sécurité sociale avec des soubassements de mur de l’époque romaine, des fouilles archéologique ont été entreprises révélant de nombreux objets de la vie quotidienne des gallo-romains au IIe siècle après Jésus Christ. À la suite de fouilles préventives effectuées en 2013[4];
- N 13 - Évêché et presbytère de la cathédrale d’Évreux dépend de la paroisse Notre-Dame Saint-Taurin, quartier général des prussiens lors de l'occupation de la France en 1814, 1815 et 1870. La rue de l'horloge est appelé alors rue cathédrale[5].